# 중국남방항공 카고
중국남방항공 카고(중국어: 中国南方航空货运)는 중화인민공화국의 화물 항공사로 총 10개 노선을 취항하고 있다. 본사는 중화인민공화국 광저우에 위치해 있으며 또한 사용하고 있는 허브 공항으로 상하이 푸둥 국제공항, 광저우 바이윈 국제공항이 있으며 계열사는 중화인민공화국의 항공사인 중국남방항공이 있다.

## 역사
1991년 2월 1일에 설립했다. 중국남방항공이 화물 잔업이나 광저우 바이윈 국제공항 전세편 비행 노선의 초점으로 중화인민공화국의 화물 항공사와 12개의 화물 항공사의 화물 운송 사업의 공동으로 시작했다. 같은 해 10월 중국남방항공 화물 사업부로 대체되면서 화물 항공사로 성장하게 되었다.
1992년 12월 중국남방항공의 화물 터미널은 공식적으로 높은 수준의 프레티징 기계 및 기타 장비의 도입을 하면서 화물 창고를 열었다. 주로 수집, 물품 운송, 로딩 및 컴퓨터 제어 시스템의 사용은 중화인민공화국늬 최대의 현대적인 대규모 창고로 민간 항공의 일반 행정의 하나였다.
1996년 1월 4일 중국남방항공 화물 부서와 다른 부서는 공동으로 교통 의학과 구조 조정을 했다. 5월 4일 최초로 러시아에 취항했으며 공식적으로 운영이 시작 되면서 텐진, 청도, 심양, 하얼빈, 광저우 노선을 개설했다. 이후 광저우에서 베트남과 일일 서비스에 대한 정기화물 전세기 항공편을 확대하고 1998년 1월에 처음으로 국제선 화물 노선을 개설했다.
2000년 3월에 미국의 화물 항공사인 아틀라스 항공으로부터 보잉 747-400F 항공기를 임대해 선전 바오안 국제공항에서 테드 스티븐스 앵커리지 국제공항과 시카고 오헤어 국제공항을 거쳐 선전 바오안 국제공항으로 오는 화물 노선을 취항하기 시작했다. 2002년 6월 최초로 보잉 747-400F 화물기를 구입해 취항하기 시작했다.
2007년 1월 11일 중국남방항공의 화물 사업 개편으로 독립 재무, 인적 자원의 사무소 14차 단위로 개편되었다. 2008년 10월 선전 바오안 국제공항에서 상하이 푸둥 국제공항으로 화물 터미널을 이전했다.
2009년 보잉 777F를 주문해 상하이에서 프랑크푸르트까지 왕복하는 화물 항공편을 신설했다. 2010년 7월 23일 광저우에 화물 트랜스 쉽맨트 센터 건설을 앞당기기 위해 최초의 화물 노선으로 암스테르담 노선을 개설했다.
2010년 11월 3일 국제 항공 화물협회과 네덜란드 암스테르담 에어카고 포럼 박람회에서 중국남방항공 카고는 스카이팀 카고에 정식 서명하면서 국제 항공 화물 동맹에 대한 중화인민공화국의 첫 번째 항목이 될 스카이팀 카고 항공사로 가입해 현재에 이르고 있다.

## 운항 노선
- 캐나다
  - 벤쿠버 - 벤쿠버 국제공항
- 미국
  - 앵커리지 - 테드 스티븐스 앵커리지 국제공항
  - 시카고 - 오헤어 국제공항
  - 로스앤젤레스 - 로스앤젤레스 국제공항
- 중화인민공화국
  - 충칭 - 충칭 장베이 국제공항
  - 광저우 - 광저우 바이윈 국제공항 허브
  - 상하이 - 상하이 푸둥 국제공항 허브
- 오스트리아
  - 빈 - 빈 국제공항
- 이탈리아
  - 밀라노 - 밀라노 말펜사 국제공항
- 독일
  - 프랑크푸르트 - 프랑크푸르트암마인 공항
- 네덜란드
  - 암스테르담 - 암스테르담 스히폴 국제공항

## 보유 기종
- 2020년 12월 기준으로 중국남방항공 카고는 다음과 같은 기종을 보유하고 있다.[6][7]

## 같이 보기
- 중국남방항공

## 사진

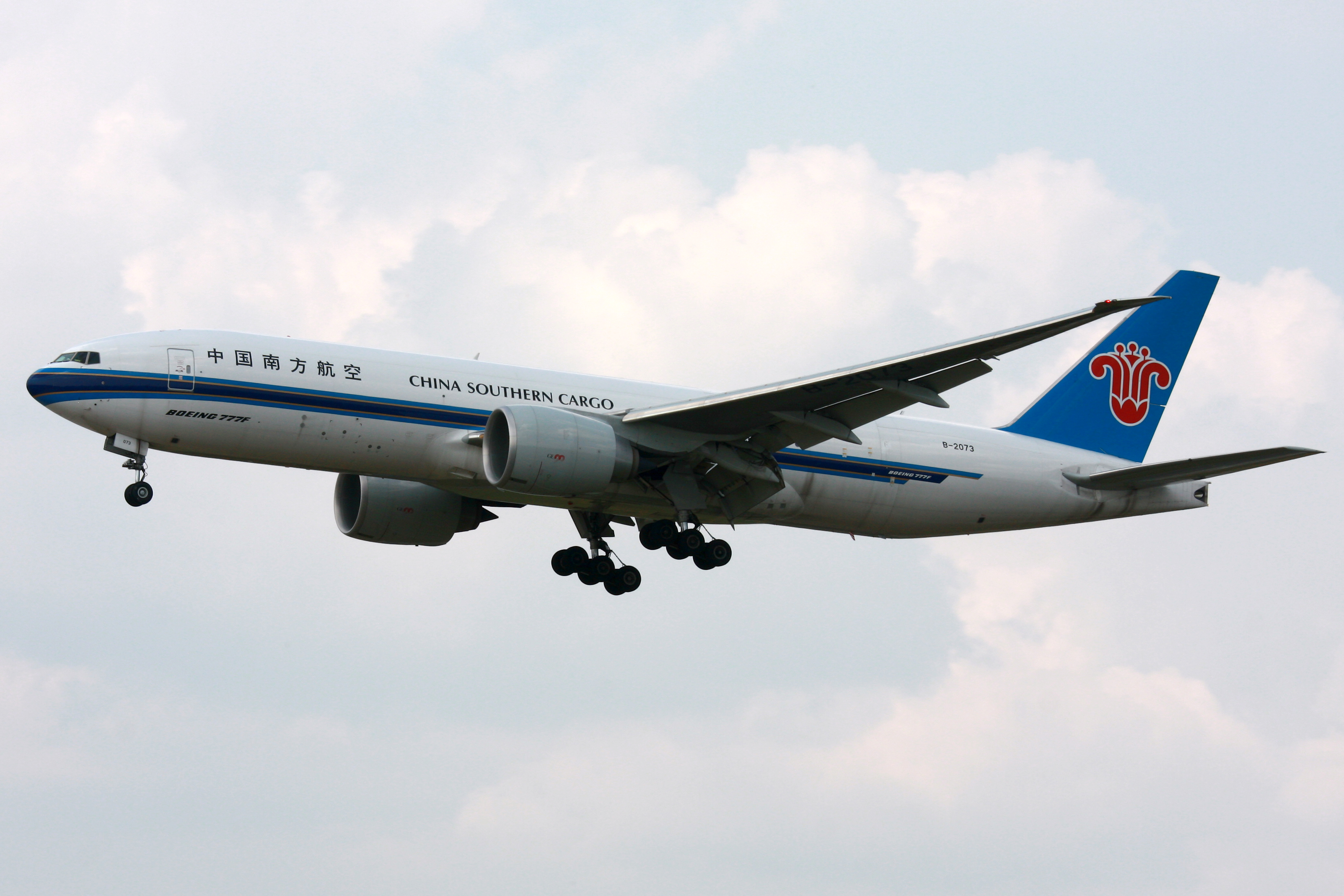
중국남방항공 카고 소속 보잉 777F 항공기
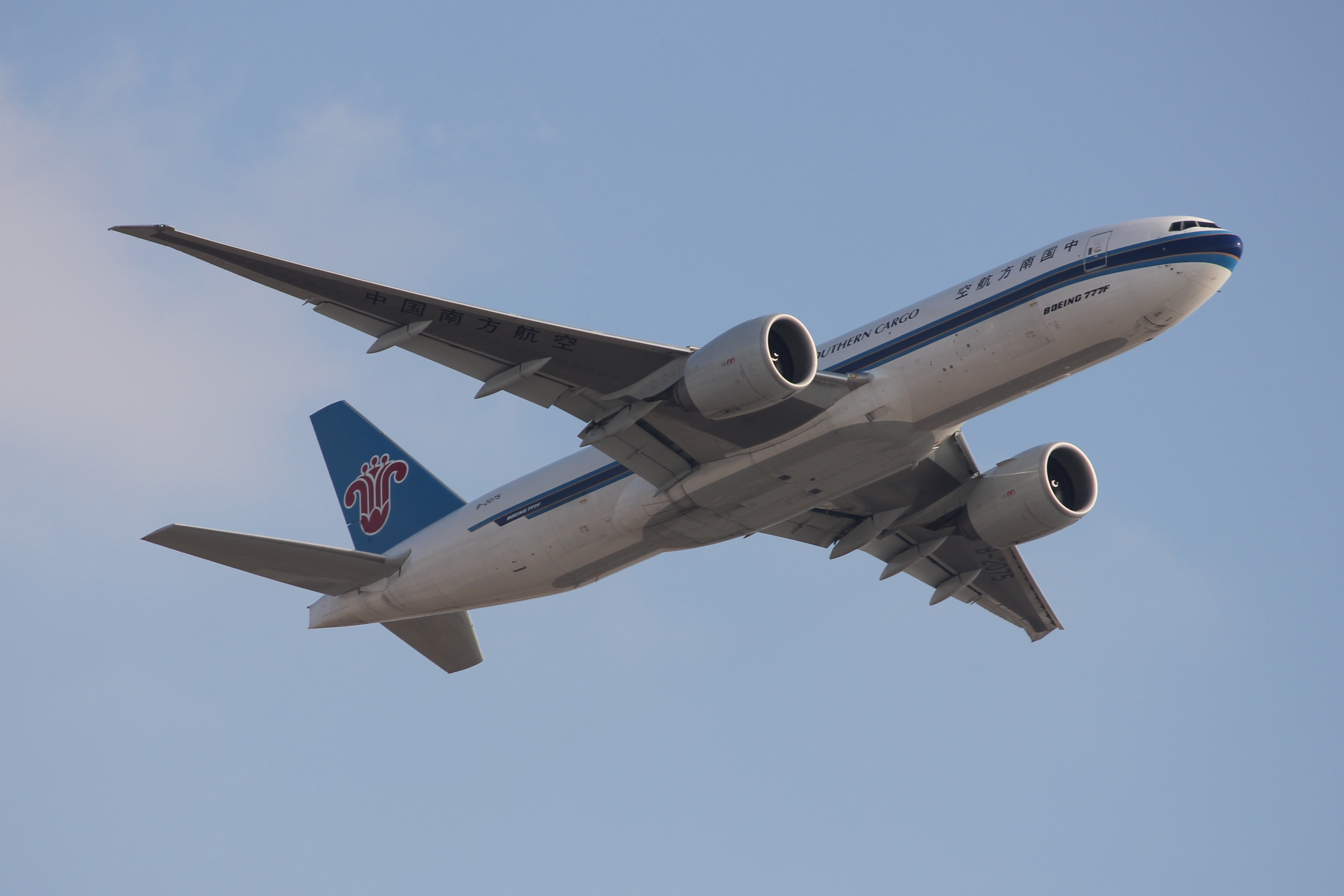
중국남방항공 카고 소속 보잉 777F 항공기
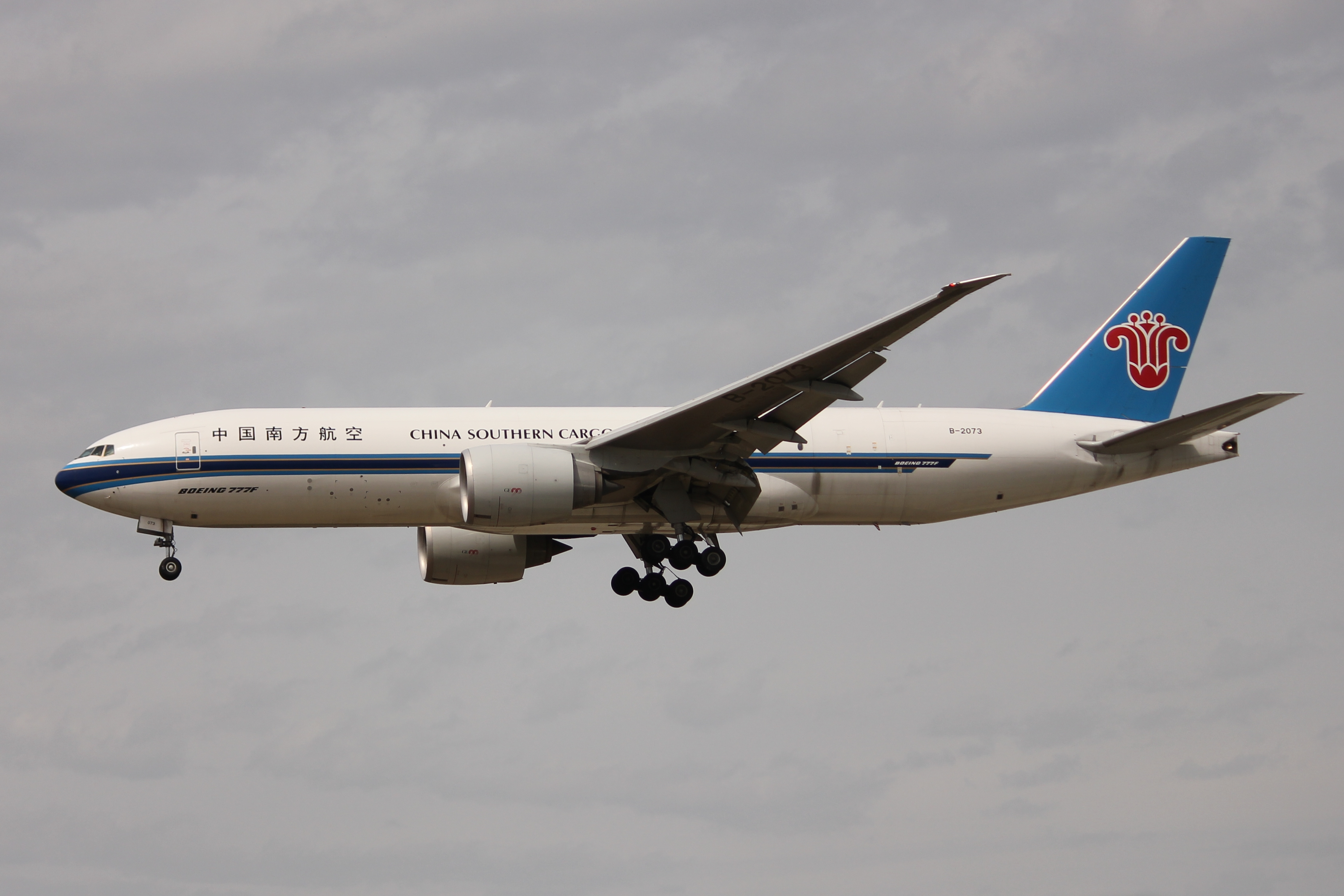
중국남방항공 카고 소속 보잉 777F 항공기